# Clara Lago Grau
Clara Lago Grau (Madrid, 6 de març de 1990) és una actriu de cinema, teatre i televisió madrilenya.

## Vida personal
Al març del 2017 va iniciar una dieta vegana per una decisió ètica i ecologista que li aporta «tranquil·litat de consciència», també diu que se sent «plena d'energia» i que està «perfecte» de salut.

## Filmografia

### Cinema
Llargmetratges
- Terca vida (2000)
- El viaje de Carol (2002)
- La vida que te espera (2004)
- Arena en los bolsillos (2006)
- El club de los suicidas (2007)
- El joc del penjat (2008)
- El mal ajeno (2010)
- Primos (2011)
- La cara oculta (2011)
- Tengo ganas de ti (2012)
- Fin (2012)
- Eltern (2013)
- ¿Quién mató a Bambi? (2013)
- Ocho apellidos vascos (2014)
- Against the Jab (2014)
- Welcome to Harmony (2014)
- Ocho apellidos catalanes (2015)
- Al final del túnel (2016)[2]
- Órbita 9 (2016)
- The Commuter (2018)
- Gente que viene y bah (2019)
- El cuento de las comadrejas (2019)

### Televisió
- Compañeros (2000-2002)
- Raquel busca su sitio (2000)
- Manos a la obra (2000)
- Hospital Central (2004-2007)
- Los hombres de Paco (2007-2008)
- Lex (2008)
- Las chicas de oro (2010)
- El corazón del océano (2011-2014)

### Teatre
- Shopping & Fucking d'Oriol Rovira (2013)

| - "No sé donde voy" de El sueño de Morfeo (2009) | - Anunci: Seat Ibiza Spotify (2011) |

## Premis i nominacions
| Any  | Premi                                   | Categoria                             | Títol                 | Resultat   |
| ---- | --------------------------------------- | ------------------------------------- | --------------------- | ---------- |
| 2003 | Premis Goya                             | Millor actriu revelació               | El viaje de Carol     | Nominada   |
| 2004 | Festival de Cinema Espanyol de Toulouse | Millor actriu revelació               | La vida que te espera | Guanyadora |
| 2008 | Premis L'Oreal                          | Talent Revelació del Cinema Espanyol  | El joc del penjat     | Guanyadora |
| 2009 | Festival Solidario de Cine Español      | Joves actors del cinema espanyol 2008 | El joc del penjat     | Guanyadora |
| 2012 | Premis Macondo                          | Millor actriu de repartiment          | La cara oculta        | Guanyadora |
| 2012 | Neox Fan Awards                         | Millor actriu de cinema               | Fin                   | Guanyadora |
| 2013 | Neox Fan Awards                         | Millor actriu de cinema               | Tengo ganas de ti     | Nominada   |